# The Penalty (film 1911)
The Penalty è un cortometraggio muto del 1911. Il nome del regista non viene riportato nei credit del film sceneggiato da Horace Vinton.

## Produzione
Il film fu prodotto dalla American Film Manufacturing Company.

## Distribuzione
Distribuito dalla Motion Picture Distributors and Sales Company, il film - un cortometraggio in una bobina - uscì nelle sale cinematografiche USA il 15 marzo 1911.